# 牧場みのり
牧場みのり（まきば みのり、1992年11月4日- ）は、日本の元女子プロレスラー。身長154cm、体重58kg。千葉県出身。アイスリボンに所属していた。

## 人物
- 父親が柔道の指導者であり、その影響からアイスリボン入団前から柔道で体を鍛え、2007年には初段を獲得。
- その後、さくらえみ主宰のアクション体操を通じてアイスリボンに入団。
- 恵まれた体格と各種柔道技を織り交ぜた試合展開で、アイスリボンきってのパワーファイターとして活躍。
- 中学卒業時、プロレス一本を通そうとして、高校への進学を考えた時期があったという（最終的にはさくらえみの説得に応じ、千葉県内の高校に進学）。
- 同い年で同じ柔道経験者でもある花月（石野由加莉）とは、センダイガールズプロレスリング参戦をキッカケに出会ったライバル関係。
- 幼少の頃からハードコアマッチが好きで、2010年5月10日のアイスリボンのメルマガで、同年アイスリボンが始めたハードコアリボンへの参入を表明している。

## 経歴
2006年
- 9月9日、東京・千本桜ホール大会、vs真琴戦でデビュー。

2007年
- 9月21日市ヶ谷大会でNEOの勇気彩と対戦した事を機に意気投合。
- 翌週9月28日から勇気彩とのタッグを結成。

2008年
- 3月7日、勇気彩とのチームでさくらえみ・真琴組に勝利。タイトルホルダーの真琴からピンフォールを奪った事で、インターナショナル・リボンタッグ王座の次期挑戦権を獲得。
- 4月20日、センダイガールズプロレスリング主催「第一回じゃじゃ馬トーナメント」に出場（この大会出場が自身の他団体公式戦初参戦）。1回戦で水波綾を得意の柔道殺法であと一歩の所まで苦しめるも、最後は水波の回転肩固めでタップアウト負けを喫する。しかし、「最初はノーマークだった」と言うセンダイガールズ・里村明衣子代表からの評価は高く、センダイガールズへの継続参戦が決定。
- 5月16日、勇気彩とのチームでインターナショナル・リボンタッグ王座に挑戦したが、敗戦。
- 6月27日、センダイガールズZepp SENDAI大会（じゃじゃ馬トーナメント最終日）よりコスチュームを一新。
- 10月アイスリボン千本桜ホール大会、NEO田村欣子と対戦。以降、田村率いる「田村プロレス」との抗争に、アイスリボン正規軍の一員として参加。
- 10月26日、センダイガールズZepp SENDAI大会、センダイガールズ対エネミー若手選手の「5vs5勝ち抜きサバイバルマッチ」に、エネミーチームの先鋒として参加。先鋒戦で石野由加莉を倒し、他団体初勝利を挙げる。
- 12月21日、センダイガールズ主催デビル雅美引退記念1dayタッグトーナメントに真琴と共に出場。1回戦で十文字姉妹に敗れ敗退。

2009年
- 2月7日アイスリボン道場大会夜の部、高橋奈苗と対戦。敗れるも、試合後に「将来のエースになる」と宣言。
- 2月21日センダイガールズ主催「第二回じゃじゃ馬トーナメント」に出場したが、エスイのチョークスラムに沈み1回戦敗退。
- 4月4日～4月12日、高橋奈苗をパートナーに指名し、りほの負傷で空位となっていたインターナショナル・リボンタッグ王座の次期王者決定トーナメントに出場し優勝。自身初タイトルを獲得した。
- 4月19日センダイガールズ、タッグで里村明衣子と初対決（パートナーは里村が石野由加莉、牧場が及川千尋、勝者は石野・里村）。
- 5月5日NEO後楽園ホール大会、vs華名戦で、初めて後楽園での試合を経験（高橋奈苗の推薦によるもの、勝者は華名）。
- 7月5日NEOミッドサマー・タッグトーナメント'09出場（パートナーは勇気彩）。田村欣子・風香に敗れ1回戦敗退。
- 8月2日新木場1stRING風香祭10、高橋奈苗とのタッグ王者チームで出場。
- 8月23日アイスリボン後楽園大会、石野由加莉との4回目にしてホーム・アウェイを初めて入れ替えてのシングル戦で勝利。
- 10月4日、JWP後楽園大会、黒木千里のデビュー戦の対戦相手を務める。
- 12月、学業専念と膝の治療の為、一時休業。

2010年
- 4月24日、アイスリボン道場マッチで復帰。その後も休業を挟みつつ不定期に参戦している。

2011年
- 11月30日、アイスリボン道場マッチに登場し引退を発表。引退試合は行われず、12月25日のアイスリボン後楽園ホール大会にて聖菜の引退試合のレフェリーを務めることが合わせて発表された。

2013年
- 10月19日、星ハム子生誕祭に試合の前説のゲストとして登場。

## タイトル歴
- 第5代インターナショナルリボンタッグ王座（パートナーは高橋奈苗）

## 必殺技
- タックル
- 払い腰（タックルと交互に連続して行う場合も）
- 腕ひしぎ十字固め
- ダイビングボディプレス
- みのりスペシャル（ベースはコブラツイストだが、腕だけでなく首も同時に締め上げる）
- みのリッチ（走り込んでのジャックナイフ固め）